# Johannes Bloemen
Johannes Dirk Bloemen (* 26. Mai 1864 in Amsterdam; † 15. März 1939 in Alkmaar) war ein niederländischer Schwimmer.

## Karriere
Bloemen nahm 1900 an den Olympischen Spielen in Paris teil. Im Wettbewerb über 200 m Rücken erreichte der Niederländer den vierten Rang und scheiterte mit einer Zeit von 3:02,2 min nur knapp am Podium.